# Cydia duplicana
Cydia duplicana es una especie de polilla del género Cydia, tribu Grapholitini, familia Tortricidae. Fue descrita científicamente por Zetterstedt en 1839.
La envergadura es de unos 13–19 milímetros. Se distribuye por Europa: Polonia.